# Zygomyia pictipennis
Zygomyia pictipennis är en tvåvingeart som först beskrevs av Rasmus Carl Staeger 1840.  Zygomyia pictipennis ingår i släktet Zygomyia och familjen svampmyggor. Arten är reproducerande i Sverige. Inga underarter finns listade i Catalogue of Life.